# Yigoga etoliae
Yigoga etoliae là một loài bướm đêm trong họ Noctuidae.